# Stefan Grand Prix
La Stefan Grand Prix, detta anche Stefan GP, è una scuderia automobilistica serba. Ha tentato, senza successo, di partecipare al campionato mondiale di Formula 1 2010 e al successivo bando indetto dalla FIA che prevedeva l'ingresso nel campionato 2015 o 2016.

## Storia

### Origini e primi tentativi
Sul finire degli anni '90, l'ingegnere e uomo d'affari di origine serba Zoran Stefanović proprietario dell'azienda serba AMCO, desideroso ad entrare nel mondo delle corse, nel 1996 attraverso la rivista sportiva britannica Autosport dichiarò che stava progettando di creare una propria scuderia e schierarla in Formula 1 con l'intenzione di partecipare al Campionato 1998, A tal fine, Stefanović aveva già iniziato ad assumere personale, tra cui George Ryton, ex direttore tecnico della Forti, affermando di essere riuscito a raccogliere il 65% del budget necessario per iniziare l'avventura nel Circus. L'anno successivo tentò di acquistare senza successo il materiale della defunta MasterCard Lola Formula One Racing Team
con i telai Lola T97/30, squadra che aveva partecipato al mondiale, ma a causa dei disastrosi risultati aveva chiuso i battenti prima della seconda gara stagionale ad Interlagos nella stagione 1997. Tuttavia, Bernie Ecclestone dopo vari messaggi e rumor non incontrò lo stesso Stefanović per parlare dell'inizio in F1 della sua scuderia, chiudendo di fatto le porte per l'ingresso nel campionato 1998.

### Fondazione e tentativo del 2010
Stefanović dopo essere rimasto nell'ambiente nel corso degli anni, nei primi mesi del 2009 fondò ufficialmente la Stefan GP (SGP) con lo scopo di essere la prima scuderia serba di Formula 1, in vista dell'apertura dell'imminente bando per accettare nuove scuderie da far gareggiare a partire dal Campionato 2010. Pochi mesi più tardi infatti la FIA aprì le iscrizioni per portare a 13 il numero di scuderie ammesse al campionato di F1, a partire dalla stagione successiva. La Stefan tentò di iscriversi ma la sua candidatura non venne accettata. Tra le nuove squadre vennero ammesse solo la Campos Grand Prix, il Team US F1 e la Virgin Racing.
Stefanović accusò la FIA di aver respinto il suo team in quanto non aveva scelto quale fornitore di motori la Cosworth, motorizzazione scelta invece da tutte le nuove squadre ammesse. Per tale ragione fece ricorso anche alla Commissione europea. Inoltre venne sottolineato come Virgin Racing, Campos e USF1 sarebbero state costrette ad assegnare a strutture esterne la progettazione della vettura mentre la Stefan Grand Prix, avendo il supporto della compagnia serba AMCO, avrebbe potuto costruire interamente in proprio la vettura. Questa osservazione venne supportata anche da un altro team non accettato, la Prodrive, anch'essa capace di costruire in proprio la vettura.
Successivamente anche i ritiri di BMW e Toyota arrivati a fine stagione 2009, ma che inizialmente avrebbero dovuto prendere parte al successivo mondiale, non permisero alla Stefan di ottenere l'iscrizione al campionato, iscrizione che invece venne garantita a Sauber e Lotus.
Nei primi mesi del 2010 però le difficoltà economiche del neonato Team US F1, ormai non più sicuro della sua partecipazione all'imminente Mondiale 2010, gettarono pesanti ombre che crearono seri spiragli per riempire l'eventuale casella vuota lasciata dalla squadra americana, costrinsero la federazione correre ai ripari, cercando di trovando un tredicesimo team.
Intenzionato a prendere il posto dell'incerto Team US F1, Stefanović presentò ufficialmente il logo della scuderia con una presentazione stampa davanti giornalisti ed emittenti televisive, e assunse come direttore tecnico l'ex capo progettista della McLaren dal 2002 al 2007 Mike Coughlan, allontanato dalla squadra di Woking per via della Spy Story, presentandolo alla stampa e agli addetti ai lavori pochi giorni dopo la firma.
Inoltre l'uscita della Toyota F1 dette la possibilità alla SGP di creare una partnership con il team nipponico, stabilendosi nell'ex sede di Colonia operativa a pieni regimi fino a pochi mesi prima, dotata di galleria del vento e delle più avanzate tecnologie di F1, acquisendo parte della struttura tecnica, diversi camion e motorhome, e soprattutto acquistando il progetto per la vettura 2010 (la TF110) già completata e ampiamente sviluppata nell'ultima parte del 2009. Inoltre riuscì ad acquisire tutti i diritti per utilizzare il telaio, il cambio e il motore con tutte le specifiche del 2010, ingaggiando anche diversi ex membri della squadra Toyota rimasti liberi dopo la rinuncia alla partecipazione al mondiale.
Gli sforzi per prendere parte al mondiale proseguirono e sul fronte piloti, come prima guida venne messo sotto contratto il giapponese Kazuki Nakajima appena lasciato libero dalla Williams, mentre per il ruolo di seconda guida ci furono varie trattative sia con l'ex campione del mondo 1997 Jacques Villeneuve, desideroso di rientrare nel Circus che con il giovane debuttante Pastor Maldonado supportato dal governo venezuelano ed in grado di portare munifici sponsor, preferendo alla fine il pilota canadese. 
Il 2 febbraio 2010 la squadra annunciò che la nuova vettura verrà chiamata Stefan S-01 e verrà equipaggiata dal nuovo propulsore Toyota RVX-10 rimarchiato Stefan RG-01. 
La presentazione ufficiale della vettura davanti stampa e tv ci fu il 19 febbraio con il solo pilota Nakajima presente, e avvenne nella factory di Colonia. La vettura era verniciata interamente di colore rosso e non presentava sponsor, inoltre la vettura era dotata di un condotto posteriore F-duct, da un sistema innovativo di regolazione dell'altezza di guida e a detta della stampa presente con "uno dei diffusori posteriori più estremi mai visti". Nello stesso giorno il pilota giapponese effettuò anche uno shakedown all'interno della fabbrica, rilasciando dichiarazioni di avere tutto il necessario per affrontare il mondiale e spingendo per un posto come quattordicesimo team. 
La settimana dopo la presentazione della macchina, il team serbo aveva anche previsto dei test da svolgersi a fine febbraio 2010 all'Autódromo Internacional do Algarve, in Portogallo. I test però non vennero effettuati per l'impossibilità di ottenere una fornitura di gomme da parte della Bridgestone, non essendo il team iscritto ufficialmente al campionato.
Dopo aver ripiegato temporaneamente sulle gomme Avon comunque non accettate dalla FIA per l'imminente mondiale, firmando un accordo di fornitura, pur non avendo ottenuto l'iscrizione al campionato, la scuderia serba annunciò di aver inviato al Circuito di Sakhir, dove si corse il primo gran premio della stagione 2010, tutta l'attrezzatura necessaria per competere, nel caso qualche team non fosse stato in grado di partecipare al mondiale. A fine febbraio vi fu un tentativo di Chad Hurley di accordarsi con Zoran Stefanović per una fusione tra il Team US F1 e la Stefan Grand Prix, anche contro il parere di Anderson e Windsor, altri due responsabili del team nordamericano. Stefanović ha successivamente confermato che il tentativo non è andato a buon fine.
Il 3 marzo 2010 è stata ufficializzata la rinuncia da parte del Team US F1 a prendere parte al campionato mondiale ma, al suo posto, la FIA con un comunicato ufficiale fece sapere che non è stata selezionata nessuna scuderia di rimpiazzo, e perciò il numero di squadre che partecipano al mondiale scende definitivamente a 12, ponendo così termine alle speranze del team serbo di competere nel 2010.
Mosso dai grandi cambiamenti che stava facendo la squadra serba, il patron della F1 Bernie Ecclestone incontrò l'allora Primo Ministro della Serbia Mirko Cvetković, per parlare della squadra e per essere sicuro che il team avesse i fondi ed i mezzi necessari per la F1.
Successivamente, non avendo ottenuto il diritto a partecipare al campionato, il team rese noto di aver messo fine alla collaborazione con la Toyota, ma le due parti non hanno escluso la possibilità che la partnership venisse ristabilita per una futura ammissione per il campionato 2011.
Il piano iniziale, era quello di utilizzare la stagione 2010 esclusivamente per test drive in caso di mancata approvazione da parte della FIA, ma non poté essere attuato perché quasi tutti i contratti siglati dal team erano legati ad un posto da titolare in Formula 1. Ciò significa che, sebbene Stefanović non sia entrato in Formula 1 nel 2010, è riuscito a mantenere basse le perdite finanziarie, potendo riprovare per futuri tentativi.

### Tentativo 2011
Nel mese di Aprile 2010 la FIA ha annunciato che avrebbe riaperto il processo di selezione per colmare il vuoto lasciato libero dal Team US F1 in vista della stagione seguente, nei mesi successivi, la SGP ha comunque inviato entro i termini ammessi, la richiesta per l'iscrizione al campionato 2011 insieme alle altre due pretendenti Durango ed Epsilon Euskadi, inoltre ha ripreso i rapporti di collaborazione con Toyota ed annunciato l'intenzione di creare una propria sede con annesso circuito nella cittadina serba di Stara Pazova, chiamato "Stefan Technology Park". Successivamente, dopo aver esaminato le richieste di partecipazione arrivate, durante il weekend del Gran Premio d'Italia 2010 ha annunciato che nessuno delle potenziali squadre partecipanti soddisfaceva i requisiti minimi di finanziamento o di ingegneria, lasciando definitivamente vacante il tredicesimo posto in griglia, e chiudendo di fatti l'ingresso al mondiale 2011.

### Tentativo 2015
Con la riapertura dei termini d'iscrizione al campionato il team ha provveduto a inviare una nuova richiesta nel gennaio 2014, successivamente poi ritirata. Stefanović ha inoltre reso noto di aver compiuto dei colloqui per l'acquisto della Marussia, squadra già presente nel campionato.

### Sviluppi futuri
Nel corso del weekend del Gran Premio d'Austria 2017 Stefanović ha annunciato di aver concluso un accordo per la creazione di un team, che avrà sede a Parma. L'ipotesi era quella di entrare nel campionato prima del 2020, poi non concretizzatasi.